# Melissourgí
Melissourgí, en grec moderne : Μελισσουργοί, est un village et un ancien dème du district régional d'Árta, en Épire, Grèce. En 2010, il est fusionné au sein du dème des Tzoumerka-Centrales.
Selon le recensement de 2011, la population du dème et celle du village compte 419 habitants.